# Frans Heesen Stadion
Heesen Yachts Stadion és un estadi d'usos múltiples a Oss, Països Baixos. Actualment es fa servir sobretot per als partits de futbol i és l'estadi del FC Oss. L'estadi té una capacitat de 4.700 persones.